# Fimbristylis acicularis
Fimbristylis acicularis är en halvgräsart som beskrevs av Robert Brown. Fimbristylis acicularis ingår i släktet Fimbristylis och familjen halvgräs. Inga underarter finns listade i Catalogue of Life.